# Adreßbuch der Direktoren und Aufsichtsräte
Das Adreßbuch der Direktoren und Aufsichtsräte ist ein Nachschlagewerk, dessen erster Herausgeber der Berliner Verleger Kurt Mossner war; später wurde es von seinen Söhnen Karl und Julius Mossner weitergeführt. Mossner war auch Begründer des Reichsverbandes der Deutschen Presse und Herausgeber von Zeitungen. Es wurde 1898 begründet und bis 1971 (unter anderem Titel) herausgegeben, Verlagsort war immer Berlin. Erfasst wurden darin leitende Männer der Wirtschaft in herausgehobenen Positionen. Das Adressbuch erschien im Berliner Finanz-Verlag.
Die Finanzverlag GmbH, Berlin, wurde im Oktober 1901 gegründet, die Inhaber und Geschäftsführer waren Kurt Mossner, Verlagsbuchhändler in Wilmersdorf, und Hans Arends, Chefredakteur in Charlottenburg.
Arends brachte in das gemeinsame Unternehmen das Verlagsrecht des jährlichen Handbuchs Börsenwerthe ein. Mossner brachte in die Gesellschaft das Verlagsrecht des Adressbuchs und das Verlagsrecht des Kali-Kuren-Handbuchs Jahrbuch zur Information über die technische und finanzielle Lage sämmtlicher Kaliwerke Deutschlands nebst Angabe der Namen und Adressen der Verwaltungsmitglieder dieser Werke sowie Drucktypen zur Herstellung der Bücher ein.
Titeländerungen im Zeitverlauf:
- Adressbuch der Directoren und Aufsichtsraths-Mitglieder (1898–1899, Verlag der Correspondenz Gelb),
- Adressbuch der Directoren und Aufsichtsrats-Mitglieder der Actien-Gesellschaften (1901–1910, Finanz-Verlag),
- Adreßbuch der Direktoren und Aufsichtsräte der Aktien-Gesellschaften (1911–1912, Finanz-Verlag),
- Adreßbuch der Direktoren und Aufsichtsräte (1913–1924, 1925–1966 Finanz-Verlag),
- Handbuch der Direktoren und Aufsichtsräte (1968–1971, Finanz- und Korrespondenz-Verlag Dr. Gisela Mossner)

In der Zeit des Nationalsozialismus wurden die Verleger und Herausgeber, die Gebrüder Mossner, als Halbjuden – sie gehörten zu den Familien Rathenau und Liebermann – unter Druck gesetzt und schließlich aus dem Verlagsgeschäft gedrängt, in das sie erst nach Kriegsende 1945 wieder einstiegen. Herausgeber Julius Mossner, seit 1929 Verlagsleiter, galt als „Mischling 1. Grades“; er erhielt trotzdem zunächst eine Sondergenehmigung, um weiter als Verleger tätig zu sein. Er verlor sie 1940/41 wegen vorgeblicher Steuerhinterziehung.
Noch 1939 erschien eine Ausgabe in Mossners Finanz-Verlag, ab 1940 wurde der Titel vom Berliner Verlag Das Spezial-Archiv der Deutschen Wirtschaft Verlag Hoppenstedt & Co. eingebunden in den Titel Wer leitet? die Männer der Wirtschaft und der einschlägigen Verwaltung einschliesslich Adressbuch der Direktoren und Aufsichtsräte. Nach dem Ende der NS-Zeit wurde das Referenzwerk wieder von Mossner geführt.